# Pararge megei
Pararge megei är en fjärilsart som beskrevs av Charles Oberthür 1909. Pararge megei ingår i släktet Pararge och familjen praktfjärilar. Inga underarter finns listade i Catalogue of Life.